# Guldbaggegalan 2012
Guldbaggegalan 2012 var den 47:e Guldbaggegalan och hölls på Cirkus i Stockholm den 23 januari 2012. Guldbaggarna som delades ut var för prestationer inom svensk film 2011. Petra Mede var konferencier för galan för andra året i rad. En nyhet för det här året var sju nya kategorier: klipp, kostym, ljud, mask/smink, musik, scenografi och visuella effekter.

## Juryn
Deltagare i juryn för 2011 års guldbaggar var bland andra Jannike Åhlund, Farnaz Arbabi, Klaus Härö och Mikael Marcimain. På Svenska Filminstitutets hemsida kan man läsa om reglerna för Guldbaggen, där finns också information om Guldbaggens olika jurygrupper för nominering och val av vinnare.

## Vinnare och nominerade
34 långfilmer (22 spelfilmer och 12 dokumentärer) hade premiär i Sverige under 2011 och var nomineringsbara. Av dessa filmer fick 15 stycken minst en nominering.
- 13 nomineringar: Simon och ekarna
- 7 nomineringar: Play
- 5 nomineringar: Kronjuvelerna
- 4 nomineringar: Apflickorna
- 3 nomineringar: The Black Power Mixtape 1967-1975, Happy End, Stockholm Östra
- 2 nomineringar: Gränsen
- 1 nominering: Between 2 Fires, Kyss mig, Försvunnen, En enkel till Antibes, Någon annanstans i Sverige, The Stig-Helmer Story, At Night I Fly, Stora scenen

Vinnare presenteras överst i fetstil.
| Bästa film | Bästa regi |
| --- | --- |
| - Apflickorna – Helene Lindholm och Kristina Åberg - Simon och ekarna – Christer Nilson och Per Holst - Play – Erik Hemmendorff                        | - Ruben Östlund – Play - Lisa Aschan – Apflickorna - Lisa Ohlin – Simon och ekarna                                                                            |
| Bästa kvinnliga huvudroll | Bästa manliga huvudroll |
| - Ann Petrén – Happy End - Magdalena Poplawska – Between 2 Fires - Helen Sjöholm – Simon och ekarna                                                    | - Sven-Bertil Taube – En enkel till Antibes - Mikael Persbrandt – Stockholm Östra - Kevin Vaz – Play                                                          |
| Bästa kvinnliga biroll | Bästa manliga biroll |
| - Cecilia Nilsson – Simon och ekarna - Helena Bergström – Någon annanstans i Sverige - Liv Mjönes – Kyss mig                                           | - Jan Josef Liefers – Simon och ekarna - Peter Andersson – Happy End - Johan Widerberg – Happy End                                                            |
| Bästa manuskript | Bästa foto |
| - Josefine Adolfsson och Lisa Aschan – Apflickorna - Pernilla Oljelund – Stockholm Östra - Ruben Östlund – Play                                        | - Marius Dybwad Brandrud – Play - Per Källberg – Stockholm Östra - Dan Laustsen – Simon och ekarna                                                            |
| Bästa dokumentärfilm | Bästa kortfilm |
| - At Night I Fly – Michel Wenzer - Stora scenen – Tova Mozard - The Black Power Mixtape 1967-1975 – Göran Olsson                                       | - Las Palmas – Johannes Nyholm - No Sex Just Understand – Mariken Halle - Utan snö – Magnus von Horn                                                          |
| Bästa utländska film | Bästa visuella effekter |
| - Nader och Simin - En separation – Asghar Farhadi - Dogtooth – Giorgos Lanthimos - Winter's Bone – Debra Granik                                       | - Håkan Blomdahl och Torbjörn Olsson – Kronjuvelerna - Johan Harnesk – Gränsen - Marcus B Brodersen och Lars-Eric Hansen – Simon och ekarna                   |
| Bästa scenografi | Bästa musik |
| - Roger Rosenberg – Kronjuvelerna - Anders Engelbrecht, Lena Selander och Folke Strömbäck – Simon och ekarna - Cian Bornebusch – The Stig-Helmer Story | - Ahmir "Questlove" Thompson och Om’Mas Keith – The Black Power Mixtape 1967-1975 - Fredrik Emilson – Kronjuvelerna - Annette Focks – Simon och ekarna        |
| Bästa mask/smink | Bästa ljud |
| - Anna-Lena Melin – Gränsen - Sara Klänge – Kronjuvelerna - Linda Boije af Gennäs – Simon och ekarna                                                   | - Andreas Franck i Apflickorna - Per Hallberg och Daniel Saxlid – Försvunnen - Jason Luke – Simon och ekarna                                                  |
| Bästa kostym | Bästa klippning |
| - Moa Li Lemhagen Schalin – Kronjuvelerna - Pia Aleborg – Play - Katja Watkins – Simon och ekarna                                                      | - Göran Olsson och Hanna Lejonqvist – The Black Power Mixtape 1967-1975 - Kasper Leick och Michal Leszczylowski – Simon och ekarna - Jacob Schulsinger – Play |
| Hedersguldbaggen | Gullspira |
| - Inga Landgré, skådespelare | - Ylva Li och Lennart Gustafsson, producenter av animerad kortfilm och böcker för barn                                                                        |